# Lespesia protoginoi
Lespesia protoginoi là một loài ruồi trong họ Tachinidae.